# 穂月心の今夜もエンタメ
穂月心の今夜もエンタメ（ほづきこころのこんやもエンタメ）は、ミニFM局で2022年6月から放送開始されている情報ラジオ番組。毎週1回・57分の放送。

## 内容
関西のミニFM局「エフエムひめ」でパーソナリティを務めるミュージカル俳優・穂月心が、エンタメ情報に日々の話を交えつつ、時には地域のイベントの話題を含めて放送する。
エフエムひめが制作し、2023年6月現在、ミニFM3局で放送されている。

## 全国の放送局（ネット）・放送時間
放送時間はJST、2023年9月現在。
| 放送地域       | 放送局         | 放送時間                             |
| -------------- | -------------- | ------------------------------------ |
| 大阪府大阪市   | エフエムひめ   | 木曜日 23:00 - 24:00 ※生放送         |
| 滋賀県大津市   | びわチャンネル | 木曜日 23:00 - 24:00 ※中継放送       |
| 和歌山県海草郡 | きみのFM88     | 金曜日 23:00 - 24:00 ※遅れネット放送 |